# نورة آل سعد
نورة آل سعد (مواليد 1964 في الدوحة، قطر) هي كاتبة وأكاديمية قطرية.

## دراستها
حصلت على بكالوريوس التربية من قسم اللغة العربية بجامعة قطر عام 1985، ثم حصلت على الماجستير في الآداب قسم اللغة العربية من الجامعة الأردنية عام 1992.

## مؤلفاتها
- «بائع الجرائد» (مجموعة قصصية)، 1989
- «وتواصوا بالحق» (مجموعة مقالات)، 2003[4]
- «تجربة عبد الرحمن منيف في مدن الملح» (دراسة نقدية)، 2005[5]
- «أصوات الصمت: مقالات في القصة والرواية القطرية» (نقد أدبي)، 2005[6]
- «الشمس في أثري: مقالات في الشعر والنقد» (نقد أدبي)، 2007[7][8]
- «العريضة» (رواية)، 2011[9]
- «بارانويا» (مجموعة قصصية)، 2013[10]

## روابط خارجية
- مقالاتها على موقع الراية